# Цзэчжоу
Цзэчжо́у (кит. упр. 泽州, пиньинь Zézhōu) — уезд городского округа Цзиньчэн провинции Шаньси (КНР). Уезд назван в честь существовавшей здесь в средние века области Цзэчжоу.

## История
Считается, что эти места были заселены ещё со времён легендарных императоров древности. Когда империя Цинь впервые в истории объединила Китай, то эти земли вошли в состав уезда Гаоду (高都县). При империи Суй они попали в состав уезда Даньчуань (丹川县). При империи Тан в 618 году из уезда Даньчуань был выделен уезд Цзиньчэн (晋城县). В 626 году была создана область Цзэчжоу (泽州), управляющие органы которой разместились в административном центре уезда Цзиньчэн. При империи Мин в 1368 году уезд был расформирован, и территория стала управляться непосредственно областными структурами. При империи Цин в 1728 году область была поднята в ранге до управы, а на этих землях был образован уезд Фэнтай (凤台县).
После Синьхайской революции в Китае была проведена реформа структуры административного деления, в ходе которой управы были упразднены, а уезд Фэнтай был переименован в Цзиньчэн.
В октябре 1948 года из уезда Цзиньчэн был выделен Городской район, и на его территории образован город Цзиньчэн. В августе 1949 года город был упразднён, а территория вернулась под юрисдикцию уезда Цзиньчэн, вошедшего в состав Специального района Чанчжи (长治专区). В 1958 году Специальный район Чанчжи был переименован в Специальный район Цзиньдуннань (晋东南专区), при этом к уезду Цзиньчэн были присоединены уезды Гаопин и Линчуань, но в 1961 году все уезды были восстановлены в прежних границах.
В 1970 году Специальный район Цзиньдуннань был переименован в Округ Цзиньдуннань (晋东南地区).
В 1983 году уезд Цзиньчэн был преобразован в городской уезд; при этом было введено деление городского уезда на районы — Городской (Чэнцюй) и Пригородный (Цзяоцюй).
В 1985 году постановлением Госсовета КНР были расформированы город Чанчжи, городской уезд Цзиньчэн и округ Цзиньдуннань, а на их территории образованы городские округа Чанчжи и Цзиньчэн; район Цзяоцюй (郊区) вошёл в состав городского округа Цзиньчэн.
В 1996 году Пригородный район был преобразован в уезд Цзэчжоу.

## Административное деление
Уезд делится на 14 посёлков и 3 волости.